# Pierre-Paul-Léon Glaize

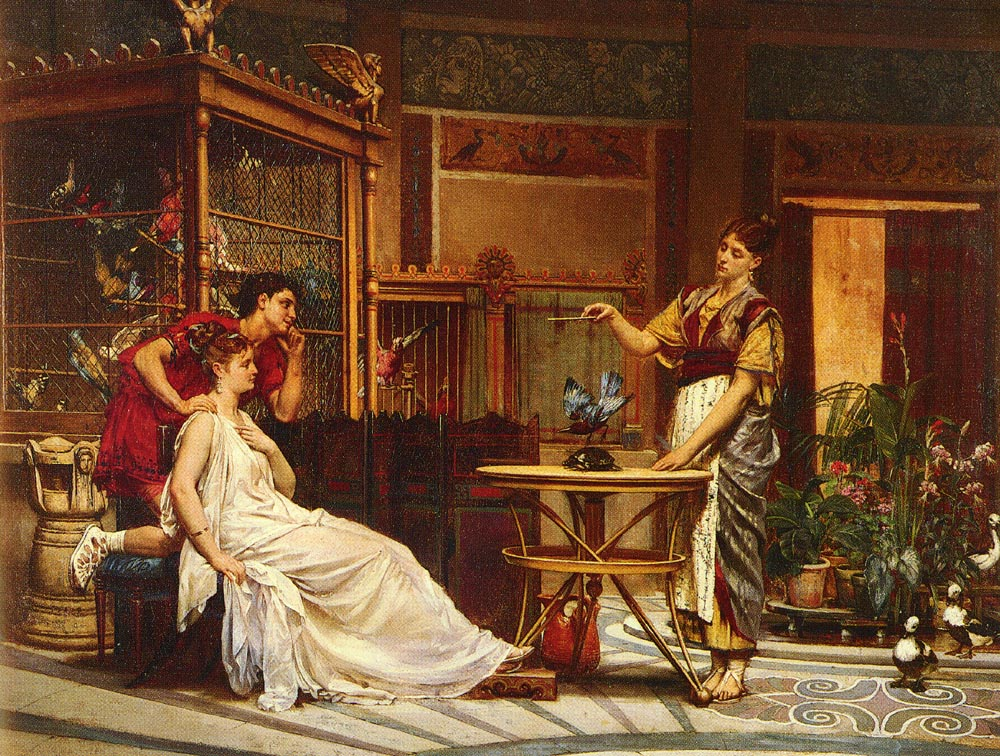
Zaklinaczka ptaków, 1875

Pierre-Paul-Léon Glaize (ur. 3 lutego 1842 w Paryżu, zm. 7 lipca 1932 tamże) – francuski malarz.

## Życiorys
Malarstwa uczył się u ojca Auguste’a Glaize’a oraz Jeana Léona Gérôme’a. Debiutował na Salonie w 1859 roku. Malował portrety oraz sceny z historii starożytnej i biblijnej. Kilkakrotnie zdobył medale na wystawach międzynarodowych. Odznaczony Legią Honorową w 1877 roku.